# Gasoline Alley (album)
Albums de Rod Stewart
An Old Raincoat Won't Ever Let You Down
(1969) Every Picture Tells a Story
(1971)
Gasoline Alley est le deuxième album solo de Rod Stewart, sorti en 1970.
Il est cité dans l'ouvrage de référence de Robert Dimery Les 1001 albums qu'il faut avoir écoutés dans sa vie et dans quelques autres listes.

## Titres
| 1. | Gasoline Alley    | Rod Stewart, Ron Wood             | 4:02 |
| 2. | It's All Over Now | Bobby Womack, Shirley Jean Womack | 6:22 |
| 3. | Only a Hobo       | Bob Dylan                         | 4:13 |
| 4. | My Way of Giving  | Ronnie Lane, Steve Marriott       | 3:55 |

| 5. | Country Comfort                             | Elton John, Bernie Taupin              | 4:42 |
| 6. | Cut Across Shorty                           | Wayne P. Walker, Marijohn Wilkin       | 6:28 |
| 7. | Lady Day                                    | Rod Stewart                            | 3:57 |
| 8. | Jo's Lament                                 | Rod Stewart                            | 3:24 |
| 9. | You're My Girl (I Don't Want to Discuss It) | Dick Cooper, Beth Beatty, Ernie Shelby | 4:27 |

## Musiciens
- Rod Stewart : chant, guitare sur (8)
- Ron Wood : guitare, basse
- Sam Mitchell : guitare slide
- Martin Quittenton : guitare
- Stanley Matthews : mandoline
- Ronnie Lane : basse, chant sur (4)
- Pete Sears : piano, basse
- Ian McLagan : piano, orgue
- William Gaff : pipeau
- Dennis O'Flynn : violon alto
- Dick Powell : violon
- Mick Waller : batterie
- Kenney Jones : batterie